# Playa de Santo Tomás
Santo Tomás (en catalán Sant Tomàs) es una playa española situada en la costa sur de Menorca, en el término municipal de San Cristóbal, Islas Baleares.
Esta playa da nombre a la urbanización de Santo Tomás, tiene una longitud de 500 metros y una anchura de 40.